# Залізна маска (фільм, 1929)
«Залізна маска» (англ. The Iron Mask) — американська пригодницька мелодрама режисера Аллана Двона 1929 року.

## Сюжет
Король Франції Людовик XIII схвильований появою на світ сина — законного спадкоємця трону. Але коли королева народила близнюків…

## У ролях
- Дуглас Фербенкс — д'Артаньян
- Белль Беннетт — мати королеви
- Маргаріт Де Ла Мотт — Констансія
- Дороті Рів'єр — міледі Де Вінтер
- Вера Льюїс — мадам Перонне
- Рольф Седан — Людовік XIII
- Вільям Бейкуелл — Людовик XIV / брат-близнюк
- Гордон Торпе — брат-близнюк
- Найджел Де Брулір — кардинал Рішельє
- Улльріх Хаупт — Де Рошфор
- Лон Пофф — отець Джозеф
- Чарльз Стівенс — Планше — слуга д'Артаньяна
- Генрі Отто — камердинер короля
- Леон Барі — Атос
- Тайні Сендфорд — Портос
- Джино Коррадо — Араміс